# آمیلاروس سکوندوس
آمیلاروس سکوندوس (انگلیسی: Amillarus secundus) یک گونه از قاب‌بالان از خانوادهٔ سوسک‌های شاخک‌بلند است. این گونه در سال ۱۹۵۱ میلادی توسط تیپمان توصیف شد.